# Введенський Андрій Олександрович
Андрій Олександрович Введенський (21 липня 1891, Перм — 13 вересня 1965, Київ) — радянський історик, доктор історичних наук (з 1946 року), професор.

## Біографія
Народився 21 липня 1891 року у місті Пермі в сім'ї земського фельдшера. У 1912 році закінчив Пермську класичну гімназію, у 1920 році — факультет суспільних наук Петроградського університету. Працював в архівних установах, зокрема, у 1920 році виконував обов'язки завідувача Пермським губархівом. Вів боротьбу за порятунок приватних архівів, у тому числі строгановських. Захопившись строгановською темою, зберіг їй вірність до кінця життя.
У 1921 році захистив кандидатську дисертацію з історії давньоруської адвокатури. Викладав у вузах Ленінграда, Вологди, Вітебська. У 1938–1941 роках — завідувач кафедри історії СРСР Київського університету, у 1941–1943 роках — Уральського університету, у 1943–1944 роках — Об'єднаного українського університету в Кзил-Орді. Був нагороджений медаллю «За доблесну працю у Великій Вітчизняній війні».
Від 1944 року — завідувач кафедри історії СРСР, з 1951 року — професор кафедри архівознавства і допоміжних історичних дисциплін Київського університету. У 1946 році захистив докторську дисертацію на тему «Очерки по истории Строгановых в XVI–XVII вв.».

Могила Андрія Введенського

Помер 13 вересня 1965 року у Києві. Похований на Байковому кладовищі.

## Наукова діяльність
Розробив і читав спеціальні курси з палеографії, історичної метрології, історичної дипломатики, історичної хронології та історії архівної справи в зарубіжних країнах.
Під час роботи в Києві підготував близько 100 кандидатів історичних наук. Автор понад 150 наукових праць. Дослідник історії Росії та України 15-18 століть. Вивчав вотчинне феодальне господарство, історію техніки виробництва, питання дипломатики і джерелознавства. Серед робіт:
- Об архивах Приуралья // Дела и дни. 1920. Кн. 1;
- Архив и библиотека у Строгановых в XVI–XVII вв. Вологда, 1923;
- Происхождение Строгановых. Вологда, 1923;
- Чернорабочие на Урале в 1905 году // Горнорабочий. 1925. № 44;
- Иконные горницы у Строгановых в XVI–XVII вв.: Материалы по истории русского искусства. Л., 1928;
- Крестьяне — Строгановы в XVI–XVII вв. // Труды Тбилисского гос. ун-та. 1939. № 1;
- Урало-Печерский край на рубеже XIX–XX вв. // Науч. зап. Киевского ун-та. 1946. Т.5, вып.2;
- Строгановы, Ермак и завоевание Сибири // Ист. сб. Киевского ун-та. 1949. № 2;
- Дом Строгановых в XVI–XVII веках. М., 1962.